# کیلب شپرد
کیلب شپرد (انگلیسی: Caleb Shepherd؛ زادهٔ ۲۹ ژوئن ۱۹۹۳) قایقران روئینگ زن اهل نیوزیلند است.
وی در مسابقات کشوری و بین‌المللی در مجموع برندهٔ ۲ مدال طلا، ۱ مدال نقره شده‌است.